# Joe Seneca
Joe Seneca, pseudonimo di Joel McGhee (Cleveland, 14 gennaio 1919 – New York, 15 agosto 1996), è stato un attore e compositore statunitense.

## Biografia
Prima di iniziare la carriera di attore, Seneca fece parte di un gruppo R&B, i The Three Riffs. Nel 1974 debuttò sul grande schermo, interpretando la parte di un poliziotto in Il colpo della metropolitana (Un ostaggio al minuto). In totale interpretò 42 film, tre di questi diretti da Spike Lee: Aule turbolente (1988), Mo' Better Blues (1990) e Malcolm X (1992). Nel 1987 comparve nel videoclip musicale The Way You Make Me Feel di Michael Jackson, diretto da Joe Pytka.  

## Filmografia parziale

### Cinema
- Il colpo della metropolitana (Un ostaggio al minuto) (The Taking of Pelham One Two Three), regia di Joseph Sargent (1974)
- Kramer contro Kramer (Kramer vs. Kramer), regia di Robert Benton (1979)
- Il verdetto (The Verdict), regia di Sidney Lumet (1982)
- Silverado, regia di Lawrence Kasdan (1985)
- Mississippi Adventure (Crossroads), regia di Walter Hill (1986)
- Blob - Il fluido che uccide (The Blob), regia di Chuck Russell (1988)
- Aule turbolente (School Daze), regia di Spike Lee (1988)
- Mo' Better Blues, regia di Spike Lee (1990)
- Mississippi Masala, regia di Mira Nair (1991)
- Malcolm X, regia di Spike Lee (1992)
- Il momento di uccidere (A Time to Kill), regia di Joel Schumacher (1996)
- Incubo finale (I Still Know What You Did Last Summer), regia di Danny Cannon (1998)

### Televisione
- Storie incredibili (Amazing Stories) - serie TV, episodio 1x18 (1986)
- I Robinson (The Cosby Show) - serie TV (1987)
- Matlock - serie TV, episodio 3x19 (1989)